# Dichterbij je
Dichterbij je is een lied van de Nederlandse rapper Lil' Kleine. Het werd in 2019 als single uitgebracht en stond in 2020 als zeventiende track op het album Jongen van de straat.

## Achtergrond
Dichterbij je is geschreven door Sergio van Gonter, Jorik Scholten, Idaly Faal, Ucahzo Hoogdorp, Andy Ricardo de Rooy en Benjamin Singh-Reynolds en geproduceerd door Reverse. Het is een lied uit het genre nederhop. In het lied zingt de rapper over zijn geliefde, dat hij van haar houdt en dat hij zijn best gaat doen om vaker bij haar te zijn. In de bijbehorende videoclip is de rapper met zijn toenmalige partner Jaimie Vaes te zien. Op de B-kant van de single is een instrumentale versie van het lied te vinden. De single heeft in Nederland de platina status.

## Hitnoteringen
De rapper had succes met het lied in de hitlijsten van het Nederlands taalgebied. Het lied piekte op de eerste plaats van de Single Top 100 en stond één week op deze positie. In totaal was het acht weken in deze lijst te vinden. In de Vlaamse Ultratop 50 kwam het tot de 44e plek in de drie weken dat het in deze hitlijst te vinden was. De Top 40 werd niet bereikt, maar het kwam tot de eerste positie van de Tipparade. 